# Kęstutis Skučas
Kęstutis Skučas (27 de agosto de 1967) es un deportista lituano que compitió en natación adaptada. Ganó una medalla de plata en los Juegos Paralímpicos de Atenas 2004 en la prueba de 50 m espalda (clase S4).

## Palmarés internacional
| Juegos Paralímpicos | Juegos Paralímpicos | Juegos Paralímpicos | Juegos Paralímpicos |
| Año                 | Lugar               | Medalla             | Prueba              |
| ------------------- | ------------------- | ------------------- | ------------------- |
| 2004                | Atenas (Grecia)     | Medalla de plata    | 50 m espalda S4     |